# Pedro Roig
Pedro Roig Junyent, född 22 december 1938 i Terrassa, död 
22 november 2018, var en spansk landhockeyspelare.
Roig blev olympisk bronsmedaljör i landhockey vid sommarspelen 1960 i Rom.